# Ross 128 b

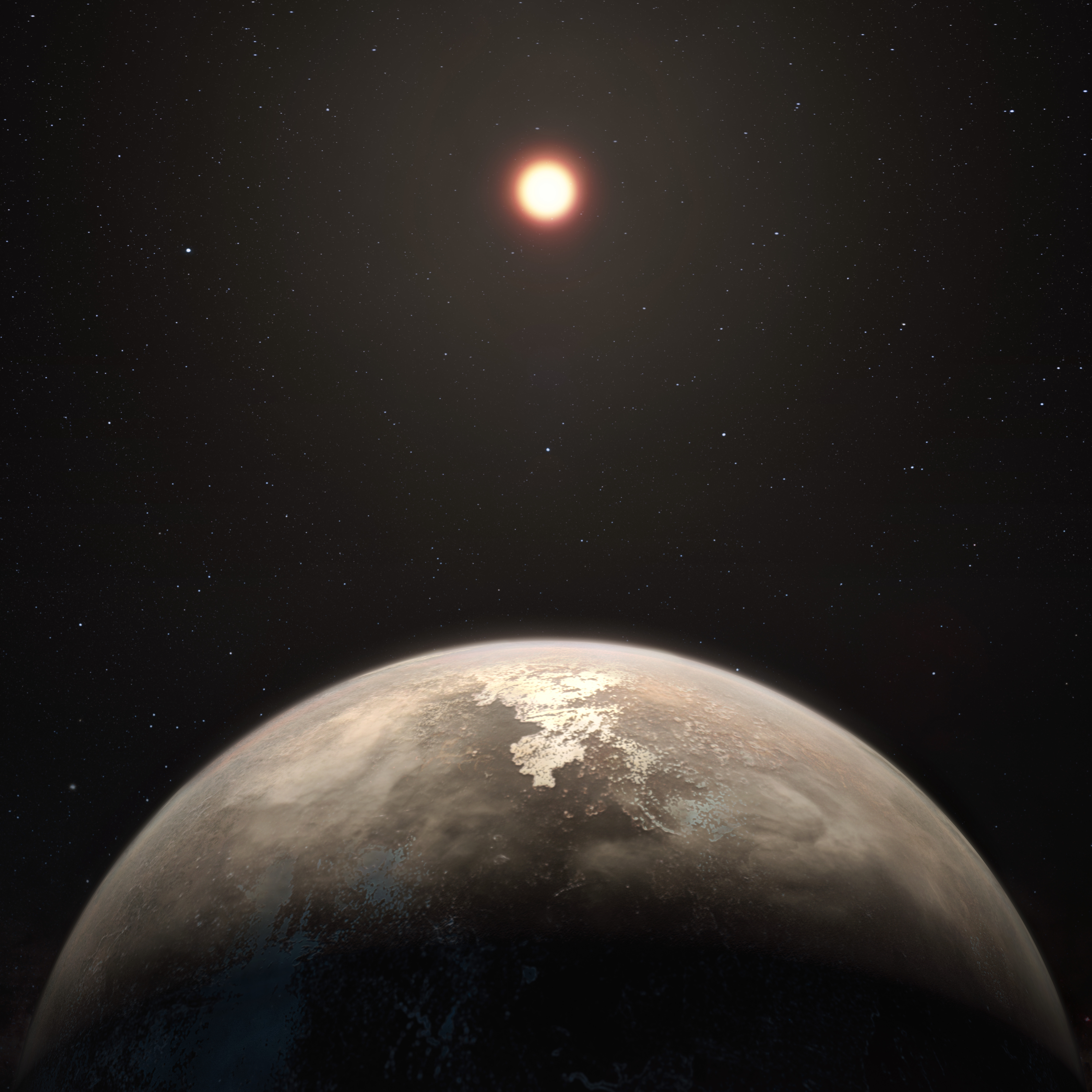
Impressão artística de Ross 128 b e sua estrela hospedeira.

Ross 128 b é um exoplaneta do tamanho da Terra, provavelmente rochoso, orbitando no interior da zona habitável da anã vermelha Ross 128, a uma distância de cerca de 11 anos-luz da Terra, tornando-o o exoplaneta mais próximo orbitando uma estrela calma. O exoplaneta foi encontrado usando o espectrógrafo HARPS (High Excuracy Radial Velocity Planet Searcher) no observatório de La Silla no Chile. O exoplaneta é apenas 35% mais maciço do que a Terra, recebe apenas 38% mais fluxo solar do que a Terra e espera-se que tenha uma temperatura adequada para a existência de água líquida em sua superfície, se tiver uma atmosfera.
Ross 128 b, muito provavelmente, é um exoplaneta rochoso porque todos os exoplanetas descobertos com menos de 4 massas terrestres provaram-se rochosos.
O exoplaneta não transita a sua estrela hospedeira, o que faz com que seja muito difícil caracterizar a atmosfera. Porém, quando o Telescópio Europeu Extremamente Grande e o Telescópio Espacial James Webb forem lançados, ficará bem mais fácil fazer isso.